# برادلي كوين
برادلي كوين (بالإنجليزية: Bradley Quinn)‏ هو مصور بريطاني، ولد في 1976 في Bangor, County Down ‏ في المملكة المتحدة.